# Palazzo Talenti-Framonti
Il Palazzo Talenti-Framonti (o Palazzo Mangelli o anche Palazzo del Credito Romagnolo) è un palazzo storico di Forlì, inizialmente ad uso di abitazione nobiliare. Sorge sulla centrale piazza Aurelio Saffi, sulla quale prospettano anche l'Abbazia di San Mercuriale ed il Palazzo Comunale.

## Storia
Dapprima appartenne alla famiglia Talenti (una delle casate che si opponeva agli Ordelaffi, signori di Forlì); si sa infatti che un Francesco Talenti possedeva un'abitazione sulla piazza già agli inizi del secolo XV. Il Palazzo passò poi alla famiglia Framonti. Nell'Ottocento appartenne invece al conte Vincenzo Mangelli.
Successivamente fu sede forlivese del Credito Romagnolo, per poi passare alla Fondazione Cassa dei Risparmi di Forlì.

## Caratteristiche
Il Palazzo deve l'attuale aspetto neoclassico all'opera dell'architetto forlivese Giuseppe Missirini (1775-1829), interpellato dai Mangelli. Va tuttavia sottolineato un successivo intervento di Cesare Bazzani, negli anni trenta del Novecento, che ha voluto ritoccare l'angolo verso la chiesa del Suffragio allo scopo di rendere più fluido il passaggio dall'attuale corso della Repubblica alla piazza Saffi.
Le decorazioni interne rimandano a Felice Giani ed alla sua scuola; anche in questo caso l'iniziativa delle opere è della famiglia Mangelli.

## La loggia e il «Trebbo»
Il loggiato del palazzo è noto come «Loggia dei Signori», mentre l'area tra il palazzo, il vicino Palazzo Serughi e la Chiesa del Suffragio è chiamata «Trebbo di Mozzapè».
Nella Loggia dei Signori Angelo Damerini aprì nel 1884 la prima edicola forlivese per la vendita di giornali.